# 東京六大学野球中継
東京六大学野球中継（とうきょうろくだいがくやきゅうちゅうけい）は、東京六大学野球の野球中継番組で、近年では日テレG+・BS日テレやスカイA・BS朝日で放送されている。
本項では、BIG6.TV/ABEMAなどのネット配信による中継番組についても扱う。

## 概要

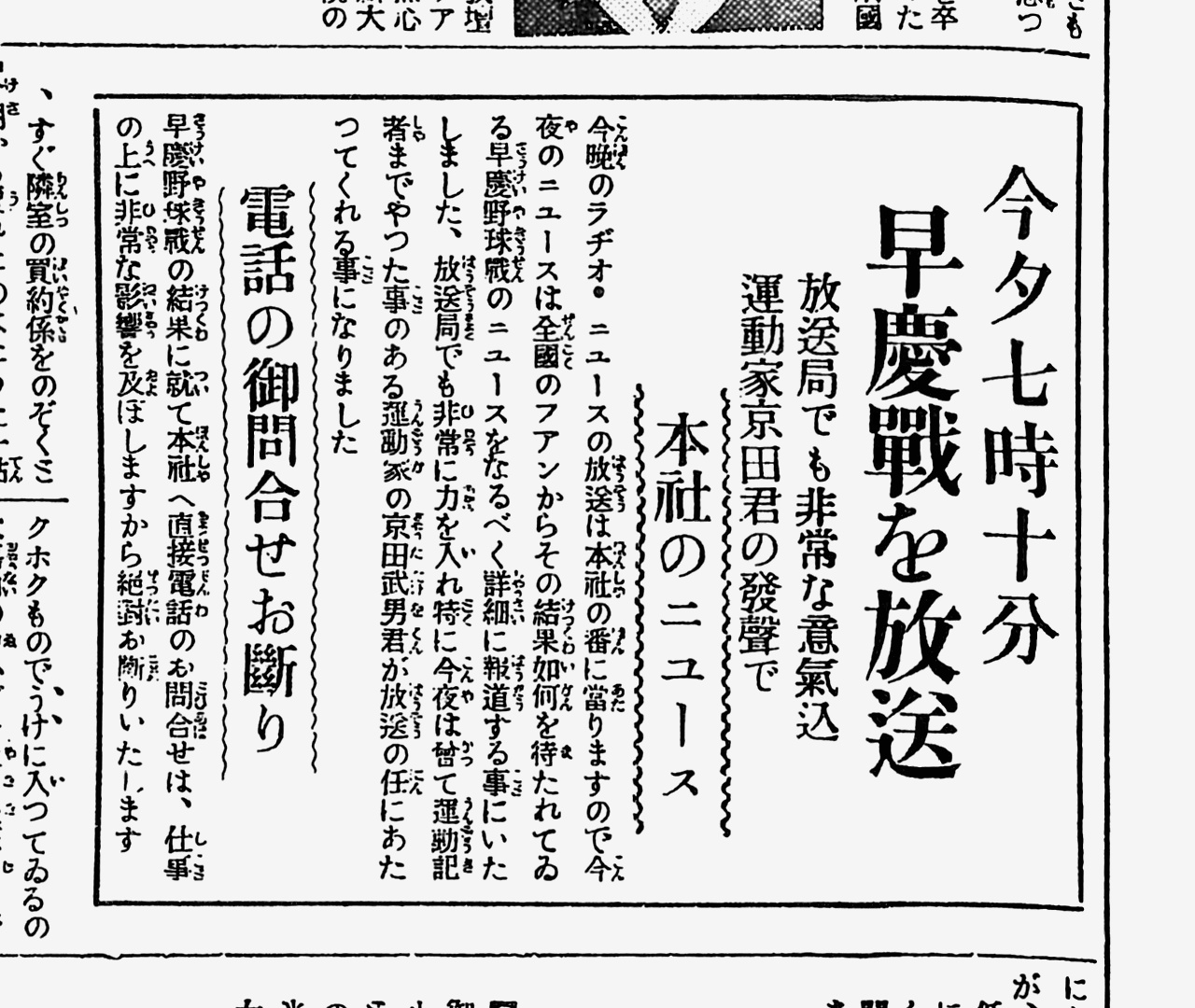
今夕七時十分 早慶戦を放送
（『東京朝日新聞』 1925年10月19日付朝刊7面）

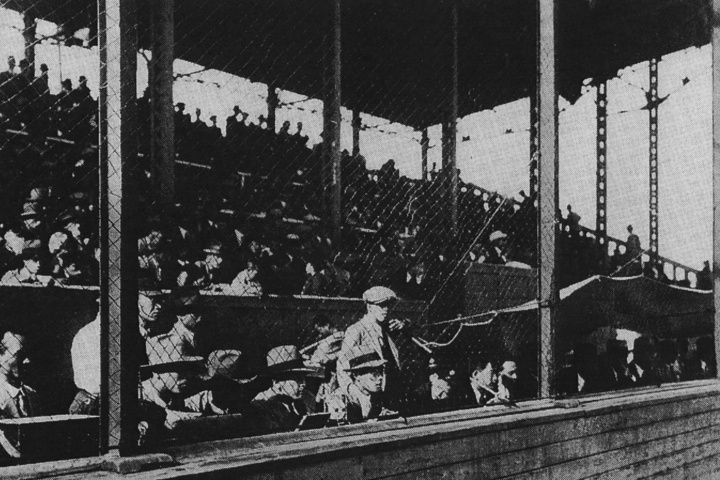
1936年頃の東京六大学野球中継

1925年に始まったラジオ放送は東京六大学野球の人気を全国的に盛り上げるのに大いに貢献した。

- 1925年 - 9月20日、東京六大学野球リーグ戦開始。実況放送はまだ行われていなかったが、試合結果はニュース番組で報じられた。
- 1927年
  - 4月30日、野球評話「今日の明法野球第2回戦」（神吉英三）放送。同年秋の六大学野球実況中継開始まで、飛田穂洲・岡田源三郎らが注目試合評話を放送[1]。
  - 10月15日、六大学野球の実況放送開始（早大-明大2回戦）。
- 1929年 - 前年11月の全国放送網完成により、春のリーグ戦から全国放送に拡大。アナウンサーの松内則三は「神宮球場、どんよりした空、黒雲低く垂れた空、カラスが1羽、2羽、3羽、4羽…」という名調子を編み出し、野球と野球放送の人気を一層高めた[2]。

- 1937年 - 日中戦争勃発により六大学野球の平日の放送中止。
- 1943年 - 4月、文部省の要請で全ての学生野球リーグ戦が中止となる。
- 1945年 - 11月18日、神宮球場で行われた全早慶戦を中継（野球放送再開）。

テレビでも草創期から六大学野球の中継を行い、マスコミの寵児となった。
- 1953年
  - 3月12日、NHKが日本初のテレビスポーツ番組「春休みテレビクラブ～野球教室（1）～」を放送（午後1時 - 1時15分、藤田信男出演。同番組は4月上旬まで5回放送）[3]。
  - 4月12日、春のリーグ戦の入場式および明東1回戦、早立1回戦をテレビ中継（NHK、日本初のテレビスポーツ中継）[3]。

1960年の早慶六連戦当時は、NHKだけでなく東京キーの民放全局がこれを中継するなどしていたが、その後民放は順次撤退、NHKも放映数を減少させていった。テレビ神奈川（90年代初頭はダイジェスト番組）や東京メトロポリタンテレビ（東京MXTV）が開局直後から数年にわたり試合中継を行った。
唯一試合中継をしていたNHKも、1980年代に入って早慶戦を含む数カード（第3週、第6週、第7週、早慶戦の各1試合）に中継を絞り、その後ラジオ中継を廃し、1997年春季には早慶戦のテレビ中継も中止した。しかしそのシーズンに高橋由伸（慶大）がリーグタイ記録の22号本塁打を早慶戦（それもNHKがそれまで放映していた日曜日の試合）で放ったため、視聴者から中継中止に対する抗議が多数寄せられる事態が起きた（試合は東京MXTVが中継）。歴史的瞬間を逃した失態と感じたかNHKはその年の秋のリーグ戦から早慶戦の中継を再開した。
2007年には前年夏の甲子園で優勝し、話題となった斎藤佑樹投手が早稲田大学野球部へ入部して注目されると民放も中継を再開。斎藤の初登板となった開幕戦はラジオ・ニッポン放送で生中継された（解説：関根潤三 法大OB）。また日本テレビは、地上波に加え、衛星放送の日テレG+・BS日テレやインターネットVODの第2日本テレビなど様々な形態で中継を行っていた。
衛星放送では、1990年代の初期にパワーチャンネル（日本ケーブルテレビジョン運営）が土曜日・日曜日に開催された試合を生中継したことがあったが、パワーチャンネルがMTVに組織変更されたため、その後はGAORAが製作を担当（映像を使用したダイジェスト番組をTVKで放送）。また、前記の東京MXTVの中継録画をスポーツアイESPNで放送していた。更にその後スカイ・エー→日テレG+と放送局を転々としたが、日テレの中継打ち切りを受けて2009年からスカイ・エーでの放送に戻る。後にテレ朝チャンネル2へ移行。

## 日本テレビ
日本テレビは基本的にリーグ戦を日テレG+・BS日テレで放送していたが、2006年秋季リーグ戦から第2日本テレビでインターネット中継が実施され、2007年春季リーグ戦からは斎藤佑樹の早稲田大学入学を機に日本テレビ系列が放映権を取得、42年ぶりに地上波で東京六大学野球中継が放送されることになった。4月14日の春季リーグ戦の開幕戦や早慶戦が地上波で放送された。
製作スタッフは全て日本テレビの局員による中継となっており、技術・カメラ・中継車は系列会社以外の千代田ビデオが行っていた。
日本テレビは東京六大学野球中継を放送するにあたり、『佑ちゃんのテーマソング』なるものを当時・東京学芸大学4年生の学生に制作依頼し、2007年春季リーグ戦の開幕戦で披露されたが、その後は使われることはなかった。
2008年秋、日本テレビは経営悪化による制作費削減のため東京六大学野球中継から撤退。

### 解説者
- 後藤寿彦（元慶應義塾大学野球部監督・元日本代表監督）
- 齋藤章児（元立教大学野球部監督）
- 江川卓（元法政大学投手）

### 実況
- 上重聡（日本テレビアナウンサー、立教大学野球部出身）
- 石原敬士（フリーアナウンサー）
- 青木源太（日本テレビアナウンサー）

### スタッフ
- ディレクター：外石隆幸、鶴田史隆、渡瀬慶吾、富田潤一郎、紀内良彦、津曲慶彦、近岡佳世（六大学野球中継初の女性ディレクター・07年春季）、西村明浩、竹内太一、木村拓也、橋本敦
- 技術：古井戸博、岩間知行、湯澤春城（千代田ビデオ）
- プロデューサー：橋本敦、紀内良彦、黒岩直樹
- チーフプロデューサー：松本達夫、新井直彦
- 技術協力：千代田ビデオ
- 製作著作：日本テレビ

～スーパーより参照～

### 大学担当記者
- 早稲田大学　 ：紀内良彦・矢島哲也
- 慶應義塾大学 ：紀内良彦
- 明治大学　　 ：外石隆幸・津曲慶彦
- 立教大学　　 ：津曲慶彦・紀内良彦
- 東京大学　　 ：多持寿寛・外石隆幸
- 法政大学　　 ：不明

～大学新聞からの情報提供～

### 関連番組
- 東京六大学～春・斎藤佑樹ほか～（2007年6月放送）
- 東京六大学～知られざる神宮物語～（2007年12月放送）
- 東京六大学～春～（2008年6月放送）
- 東京六大学～秋～（2008年11月放送）
- 東京六大学アワー2007
- 東京六大学アワー2008

### DVD
- 東京六大学野球2007春季リーグ戦
- 東京六大学野球2007秋季リーグ戦
- 東京六大学野球2008春季リーグ戦
- 東京六大学野球2008秋季リーグ戦

## NHK
東京六大学野球野球中継は、原則として春・秋ともに早慶戦の日曜の試合（原則として第2戦）をNHK教育→NHK Eテレで生中継する。90年代後半まではラジオを含めて主に上位校対戦カードを数試合程度中継していた。07年の春のリーグ戦では斎藤佑樹投手が投げる為、緊急生中継で早稲田大学vs明治大学を地上波（NHK教育）で放送した。また2010年秋には同様に主将を務める斎藤が登板する早慶の優勝決定戦を緊急で生中継。2012年10月28日の早慶戦は13:00-試合終了まで放送するが、14:00までは第60回NHK杯テレビ囲碁トーナメントを放送する関係上、サブチャンネル（023ch）で放送される。（サブチャンネルの12:30-13:00は第22回世界少年野球大会を放送）なお、この試合はNHKワールド・プレミアムでも同時放送される。2020年春は、NHK BS1で放送された。

### 解説者
数節以上担当した人物を記す。経歴は解説時点中心。（早慶戦などでは、その他OBのゲスト出演もある）
- 山本英一郎（元慶應義塾大学野球部・後に日本野球連盟会長、故人）
- 松永怜一（元法政大学監督・元日本代表監督、故人）
- 末吉俊信（元早稲田大学投手、故人）
- 石井藤吉郎（元早稲田大学監督、後に野球殿堂入り、故人）
- 篠原一豊（元立教大学監督、元本田技研監督）
- 福島敦彦（元慶應義塾大学監督、元報徳学園監督）
- 石山建一（元早稲田大学監督、プリンスホテル監督）
- 前田祐吉（元慶応義塾大学野球部監督、故人）
- 山中正竹（元法政大学投手、後に監督）
- 後藤寿彦（元慶應義塾大学監督・元日本代表監督）
- 高多倫正（元慶應義塾大学内野手・後に土佐高校野球部監督、慶大野球部監督代行）
- 野村徹（元早稲田大学監督・元近畿大学附属高校野球部監督）
- 坂口裕之（元明治大学外野手、元日石三菱監督）
- 應武篤良（元早稲田大学監督・元新日鉄君津監督、故人）
- 高橋広（元早稲田大学監督・元鳴門工業高校野球部監督、神戸医療福祉大学監督）
- 鬼嶋一司（元慶應義塾大学監督・元川崎製鉄千葉監督）
- 大久保秀昭（元慶應義塾大学捕手、監督・元近鉄バファローズ、JX-ENEOS監督）
- 阿久根謙司（元早稲田大学外野手、元東京ガス監督）
- 印出順彦（元慶應義塾大学内野手・元東芝監督）

### 実況
- 松内則三（元NHKアナウンサー：東京六大学野球草創期のアナウンサー）
- 山本照（元NHKアナウンサー：東京六大学野球草創期のアナウンサー）
- 河西三省（元NHKアナウンサー：東京六大学野球草創期のアナウンサー）
- 志村正順（元NHKアナウンサー：東京六大学野球草創期のアナウンサー）
- 草野仁（元NHKアナウンサー）
- 川原恵輔（元NHKアナウンサー）
- 古屋明信（元NHKアナウンサー）
- 福島幸雄（元NHKアナウンサー）
- 田辺礼一（元NHKアナウンサー）
- 石川洋（元NHKアナウンサー）
- 山本浩（元NHKアナウンサー）
- 杉林昇（元NHKアナウンサー）
- 佐塚元章（元NHKアナウンサー）
- 上原康樹（元NHKアナウンサー）
- 鈴木桂一郎（元NHKアナウンサー）
- 斎藤洋一郎（元NHKアナウンサー）
- 島村俊治（元NHKアナウンサー）
- 朝妻基祐（元NHKアナウンサー）
- 山田重光（元NHKアナウンサー）
- 水野節彦（元NHKアナウンサー）
- 福原健一（元NHKアナウンサー）
- 福澤浩行（NHKアナウンサー）
- 森中直樹（NHKアナウンサー）
- 工藤三郎（NHKアナウンサー）
- 黒氏康博（NHKアナウンサー）
- 松本一路（NHKアナウンサー）
- 冨坂和男（NHKアナウンサー）
- 伊藤慶太（NHKアナウンサー）
- 竹林宏（NHKアナウンサー）
- 豊原謙二郎（NHKアナウンサー）
- 武本大樹（NHKアナウンサー：慶応義塾大学野球部出身）

～スーパーより参照～

## スカイA・BS朝日・テレ朝チャンネル
日テレG+・BS日テレの中継打ち切りを受け、2009年春季よりスカイAにて放送を再開。一部の試合はBS朝日と朝日ニュースター（2012年5月から）でも放送。その後、同じ制作体制でテレ朝チャンネル2での放送となった。
原則として、春・秋ともに早慶戦の土曜の試合（1回戦）をBS朝日にて生中継する。それ以外については、スカイAとテレ朝チャンネル2にて、早慶戦を含めた好カードを抜粋して放送される（録画放送、主要カードを除いて実況のみ）。

### 解説者
- 星野仙一（元明治大学投手・元中日ドラゴンズ、阪神タイガース、北京五輪日本代表監督）
- 栗山英樹（元ヤクルトスワローズ）
- 小宮山悟（元早稲田大学投手・元千葉ロッテマリーンズ他）
- 志村亮（元慶應義塾大学投手）初期のCS放送時代にも解説を経験
- 坂口雅久（元立教大学野球部監督）
- 石井章夫（元慶應義塾大学捕手・元東京ガス監督）
- 大川広誉（元慶應義塾大学内野手・元三菱重工神戸監督）
- 内田聖人（元早稲田大学投手・元JX-ENEOS）

### 実況
- 中山貴雄（元テレビ朝日アナウンサー）
- 野上慎平（テレビ朝日アナウンサー）
- 大西洋平（テレビ朝日アナウンサー）
- 三上大樹（テレビ朝日アナウンサー）
- 草薙和輝（テレビ朝日アナウンサー）

### その他
- スカイAは朝日放送の連結子会社で、テレビ朝日も出資しているため、テレビ朝日の協力を受けている。
- 明治神宮野球大会・大学の部も放送している（中継録画含む）。
- またそれぞれのシーズン期間やシーズン後「ファンタスティック!六大学→東京六大学野球 リーグ戦SELECTION」と銘打って、同大会注目の試合（スカイA未放送の試合含む）をまとめたハイライトの番組を組んでいる。

## 東京メトロポリタンテレビ
1997年春季リーグ戦より数年間、生中継で放送。原則として毎週末全カードを生中継した（延長はなし。放送時間の関係で第1試合の途中から開始、第2試合途中で終了となるケースが多かった）。

早慶戦2回戦等、NHKで中継がある場合は放送がなかったが1997年春に高橋由伸が主将で連盟タイ記録の22本目の本塁打を放ち、慶大が久々の優勝を果たした早慶戦は当時NHKが放送を行っておらず、単独での中継となった。

また、CS放送・スポーツアイESPNでの録画中継では開始から終了まで放送された。2006年には東京六大学選抜チームと東京ヤクルトスワローズの試合を中継した（解説・広岡達朗、ゲスト・荒川博 ともに早大OBでヤクルト監督経験あり）。

### 解説者
- 岡田忠（スポーツジャーナリスト・元朝日新聞記者）
- 前田祐吉（元慶応義塾大学野球部監督）
- 五明公男（元法政大学野球部監督）
- 坂本二朗（元東京大学野球部監督）
- 平野裕一（元東京大学野球部監督）

### 実況
- 佐藤隆輔（元NHKアナウンサー）
- 吉岡晋也（元NHKアナウンサー）
- 篠原さなえ
- 深澤弘（元ニッポン放送アナウンサー）

## BIG6.TV
2017年より開始された東京六大学野球インターネット中継サービス。総合不動産会社のオープンハウスがタイトルパートナー。春季リーグ戦、秋季リーグ戦を全試合インターネットメディア「SPORTSBULL」内で中継。試合中にはサービス公式SNS（Twitter・Facebook）にて速報投稿を実施。試合中の速報を切り出し投稿している。2017年には夏季に行われるオールスターゲームも中継したが、2018年は中継なしとなっている。
その他、SNSでの発信を積極的に行っており、各大学の優勝パレードやリーグ戦期間前の各大学へのインタビューなど、インターネットにて試合期間以外もコンテンツを発信している。
実況
- 松本秀夫（元 ニッポン放送アナウンサー）
- 山田透（元 ニッポン放送アナウンサー）
- 菅野詩朗（元 文化放送アナウンサー）
- 上野智広（元 文化放送アナウンサー）
- 鈴木光裕（元 文化放送アナウンサー）
- 槇嶋範彦（元 文化放送アナウンサー）
- 清水久嗣（元 ニッポン放送アナウンサー）
- 河田浩兒

ディレクター
- 北田純（明治大学野球部OB）

## ABEMA
2018年春季リーグより参入。SPORTSチャンネルにおいて、リーグ全試合の生中継並びに見逃し配信を行っている。実況は主に谷口廣明率いるSports Zoneの所属アナウンサーが担当していたが、2021年よりABEMAの所属アナである辻歩らも加わっている。解説は明治大学OBの広澤克実などが務めている。